# Roger Bourdin (musicien)
Pour les articles homonymes, voir Bourdin et Roger Bourdin.
Roger Bourdin, né le 27 janvier 1923 à Mulhouse et mort le 23 septembre 1976 à Versailles, est un flûtiste français.

## Biographie
Roger Bourdin est né de parents fonctionnaires. Comme il montre des dispositions dans sa jeunesse, son père, muté à Versailles, va trouver le directeur du conservatoire, Claude Delvincourt : « S’il aime la musique, on le saura très vite. Mais qu’il apprenne le solfège d’abord et si cela se passe bien dans deux ans, qu’il apprenne un instrument à vent ! J’ai un très bon professeur de flûte, Jacques Chalanda[réf. nécessaire] », ancien militaire, rigoureux, discipliné.

Après avoir obtenu le 1er prix de flûte à douze ans, il obtient celui du Conservatoire de Paris en 1939 dans la classe de Marcel Moyse. 

« Une carrière s’engage… C’est une espèce de petit brevet gentil. On en fait un mythe admirable. C’est logique quand on est jeune mais on s’aperçoit une fois qu’on l’a que tout reste à faire. Si je travaillais la flûte quatre à cinq heures par jour, j’avais un vice merveilleux : le piano. Dans mon for intérieur, je voulais être pianiste. Je le travaillais en douce, ainsi que l’harmonie. »

Au point d’accompagner sa sœur Madeleine dans les mélodies de Fauré. « Il avait une oreille exceptionnelle. Rien ne lui échappait[réf. nécessaire]. »
Soliste à la Radio en 1938, il entre en 1940 en tant que flûte solo à l'Orchestre de l'Association des concerts Lamoureux. Il y jouera 27 ans, sous la direction de chefs tels que Paul Paray, Eugène Bigot, Pierre Monteux, Igor Markevitch. Mais il a également, pour reprendre son propre terme, le « vice »[réf. nécessaire] du piano. Sur les instances de Delvincourt, il apprend l’harmonie ; il suit la classe de composition lors de son passage au Conservatoire de Paris et reçoit un premier prix d'harmonie au conservatoire de Versailles en 1941, à 17 ans. Il y est nommé professeur de flûte dès 1943 et conservera ce poste jusqu'à sa mort.
Il fonde en 1945 un quatuor de flûtes avec Pol Mule, Jean-Pierre Rampal et Eugène Masson. Jacques Royer, Robert Hériché, Pascal Vigneron, Léon « Loulou » Gamme leur succéderont. Soliste de l'Orchestre de chambre de Versailles que dirige alors Bernard Wahl, il fonde le Trio de Versailles en 1967, en compagnie de la harpiste Annie Challan (avec laquelle il formera un duo) et de l'altiste Colette Lequien. Ils écument la France pour le compte des Jeunesses musicales de France (JMF). Par ailleurs, il crée de nombreuses œuvres comme Rapsodie pour flûte et orchestre de Wal-Berg ou le Concerto pour quatre flûtes successives[réf. nécessaire] composé par Pierre Ancelin.
Trois fois grand prix du disque de l’académie Charles-Cros, il fut chef d’orchestre aux casinos d’Aix-en-Provence en 1950, d'Enghien, d'Arcachon, des Sables-d'Olonne ou encore de Pontaillac, et directeur du conservatoire de Marly-le-Roi en 1971 (conservatoire auquel son nom sera plus tard donné).
Il décède d'une hémorragie cérébrale le 23 septembre 1976 à Versailles alors qu'il donnait un cours d'interprétation.
Il est inhumé dans le cimetière parisien de Bagneux.

## Style et répertoire
Une compilation coéditée par Philips, Decca et Accord, comporte trois arrangements de Roger Bourdin interprétés par lui-même. Il s’agit d’Après un Rêve de Gabriel Fauré, de Greensleeves et d’un prélude de Frédéric Chopin. Sa carrière prend dès le départ une double orientation : à côté d'un disque du concerto pour flûte et harpe de Mozart avec Lily Laskine et Hermann Scherchen, le catalogue Ducretet Thomson fait déjà dans les années 1950 la part belle à « Roger Bourdin, ses flûtes et son orchestre », qui gravent sans discontinuer musiques de danse et pièces légères. On y trouve en vedette un quatuor de flûtes qu'il a créé en réunissant autour de lui Pol Mule, Eugène Masson et Jean-Pierre Rampal. Robert Hériché, Léon Gamme et Jacques Royer en feront plus tard eux aussi partie.
Soliste de l'ORTF, il écrit également pour la radio, la télévision et le cinéma de nombreuses musiques d'ambiance. Il signe ainsi quelques albums, par exemple Sweet en si sur Bach, ou encore sur Vivaldi, dont il enregistre deux des Quatre Saisons en les parant de conclusions. Il improvise un solo de flûte sur la chanson sortie en 1968, écrite par Jacques Lanzmann et Anne Segalen, et composée et interprétée par Jacques Dutronc, Il est cinq heures, Paris s'éveille, solo qu'il a réalisé en une seule prise, par le hasard de sa présence ce jour-là dans les studios d'enregistrement des disques Vogue.
Sa carrière classique est un peu occultée par celle de Jean-Pierre Rampal. Ainsi ne trouve-t-on nulle trace, par exemple, du moindre récital pour flûte et piano ou flûte et clavecin. Sa préférence ira davantage à des anthologies flûte et harpe avec Annie Challan, ou encore flûte et orgue avec son directeur artistique Arnauld de Froberville. Il a enregistré, en solo, plusieurs Pièces pour flûtes de J.S. Bach, J. Ibert, M. Philippe-Gérard, T. Boehm, R. Bourdin (La Chanson de Pan), S. Lancen, A. Honegger, J. Rivier, C. Koechlin (Disques Vogue, Collection Loisirs, CLVLX 293).